# Bathymodiolus brevior
Bathymodiolus brevior is een tweekleppigensoort uit de familie van de Mytilidae. De wetenschappelijke naam van de soort is voor het eerst geldig gepubliceerd in 1994 door Cosel, Métivier & Hashimoto.